# Almsjön, Södermanland
Almsjön är en sjö i Nykvarns kommun i Södermanland och ingår i Norrströms huvudavrinningsområde. Sjön är 1,9 meter djup, har en yta på 0,151 kvadratkilometer och är belägen 43 meter över havet.

## Delavrinningsområde
Almsjön ingår i det delavrinningsområde (656842-158585) som SMHI kallar för Mynnar i Mälaren. Medelhöjden är 47 meter över havet och ytan är 52,68 kvadratkilometer. Det finns inga avrinningsområden uppströms utan avrinningsområdet är högsta punkten. Vattendraget som avvattnar avrinningsområdet har biflödesordning 3, vilket innebär att vattnet flödar genom totalt 3 vattendrag innan det når havet efter 64 kilometer. Avrinningsområdet består mestadels av skog (70 procent) och jordbruk (15 procent). Avrinningsområdet har 1,36 kvadratkilometer vattenytor vilket ger det en sjöprocent på 2,6 procent.